# 22275 Barentsen
22275 Barentsen è un asteroide della fascia principale. Scoperto nel 1982, presenta un'orbita caratterizzata da un semiasse maggiore pari a 2,3988802 UA e da un'eccentricità di 0,2010788, inclinata di 27,17049° rispetto all'eclittica.